# Sverigetopplistan
Sverigetopplistan (lit. "a lista dos mais vendidos da Suécia") é a parada musical oficial da Suécia, baseada em dados de vendas fornecidos pela IFPI Sverige.Anteriormente, foi chamada de Topplistan (1975–1997) e Hitlistan (1998–2007), adotando seu nome atual em outubro de 2007. Antes da criação da Topplistan, as vendas de música na Suécia eram registradas pela Kvällstoppen, uma parada semanal que combinava álbuns e singles em uma única lista.